# Proceso Kraft

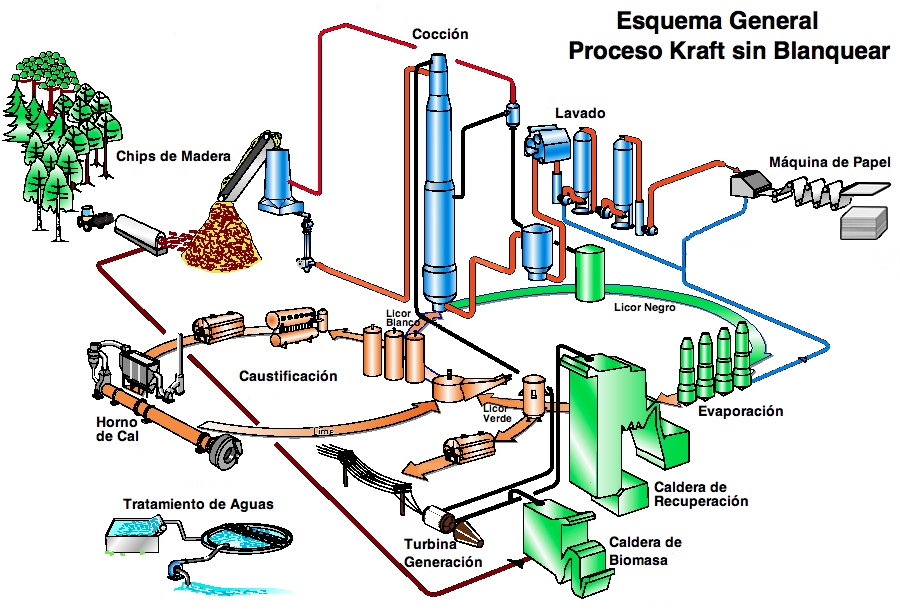

El proceso Kraft, también conocido como despulpado Kraft o despulpado al sulfato, es usado en la producción de pulpa o pasta de celulosa. Su nombre proviene del alemán y sueco Kraft, que significa "fuerza". En la bibliografía aparece tanto en mayúsculas como en minúsculas, por la particularidad de la lengua alemana  de escribir todos los sustantivos con mayúscula inicial. Fue desarrollado por el alemán Carl Dahl en 1887 y actualmente se usa para el 85 % del papel producido a nivel mundial.

## Descripción
El proceso implica la utilización de hidróxido de sodio (NaOH) y sulfuro de sodio (Na2S) para extraer la lignina de las fibras de la madera, usando grandes recipientes a presión llamados digestores. El líquido que se separa, llamado licor negro, se concentra por evaporación y se quema en una caldera de recuperación para generar vapor de alta presión, que puede utilizarse para las necesidades de vapor de la planta o para la producción de energía eléctrica. Las plantas modernas son más que autosuficientes en la producción de energía.
La porción inorgánica del licor se emplea para regenerar el hidróxido de sodio y el sulfuro de sodio necesario para el despulpado. En el caso de las maderas de coníferas, se obtiene una sustancia jabonosa como subproducto de la evaporación. Ese jabón es acidificado para producir aceite de pino, una fuente de resinas, ácidos grasos y otros productos químicos. También se obtiene aguarrás.

## Subproductos

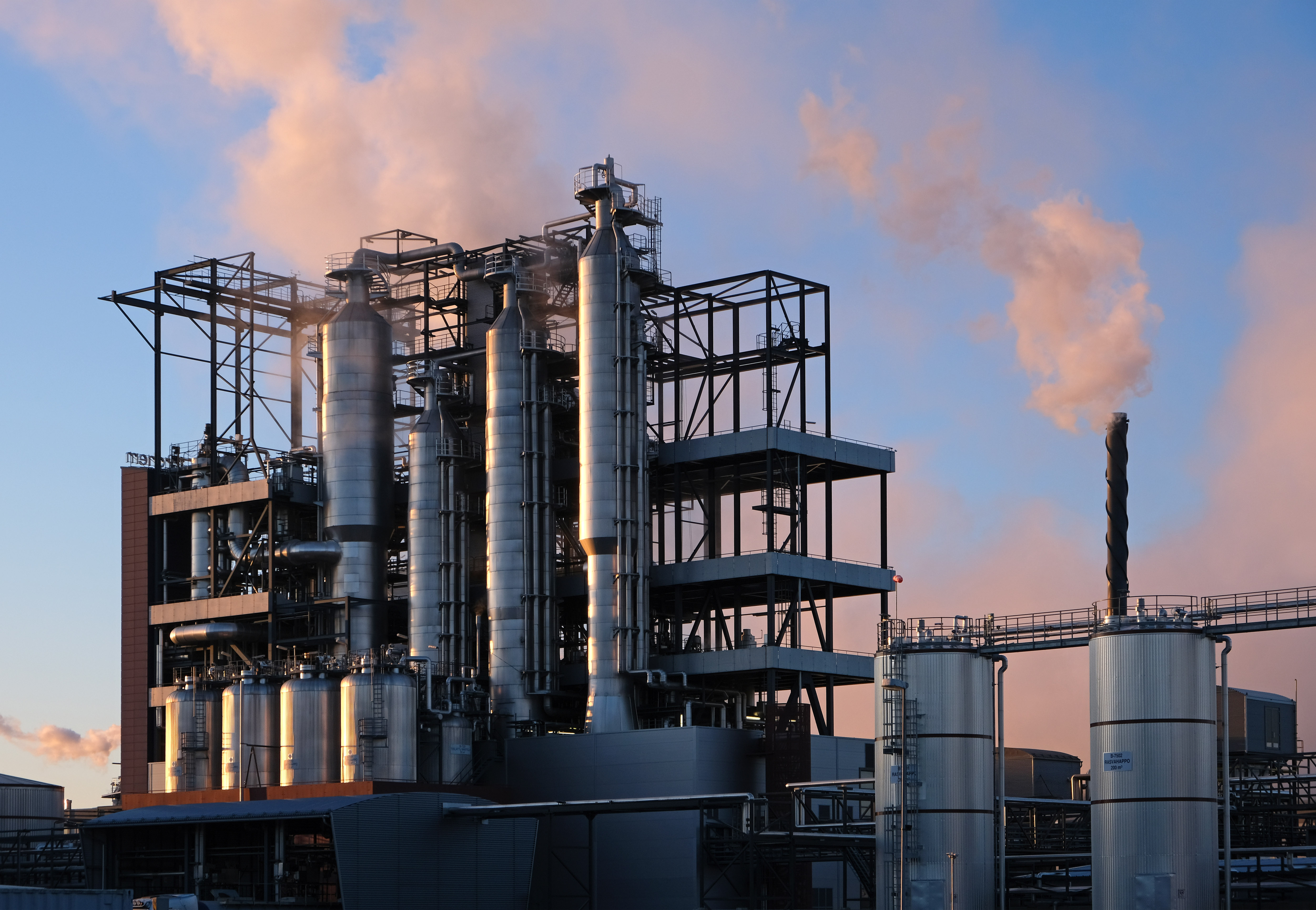
Refinería de tall oil de Forchem, Rauma, Finlandia.

Los subproductos derivados del sulfuro de hidrógeno y otros compuestos volátiles sulfurados son los causantes de las emisiones con olor desagradable características de estas plantas. Sin embargo, en las plantas modernas estos olores solo son perceptibles durante los cortes de mantenimiento y en otras situaciones poco frecuentes. Asimismo, las emisiones de dióxido de azufre, causantes de la lluvia ácida, son mucho menores que en plantas de despulpado que utilizan otros procesos. Sin embargo, la pulpa producida es más oscura, por lo que los procesos de blanqueo deben ser más eficientes.
Los efluentes generados son tratados biológicamente en plantas para tal fin, lo que garantiza que no sean contaminantes para el curso de agua receptor.